# 皇冠文化グループ

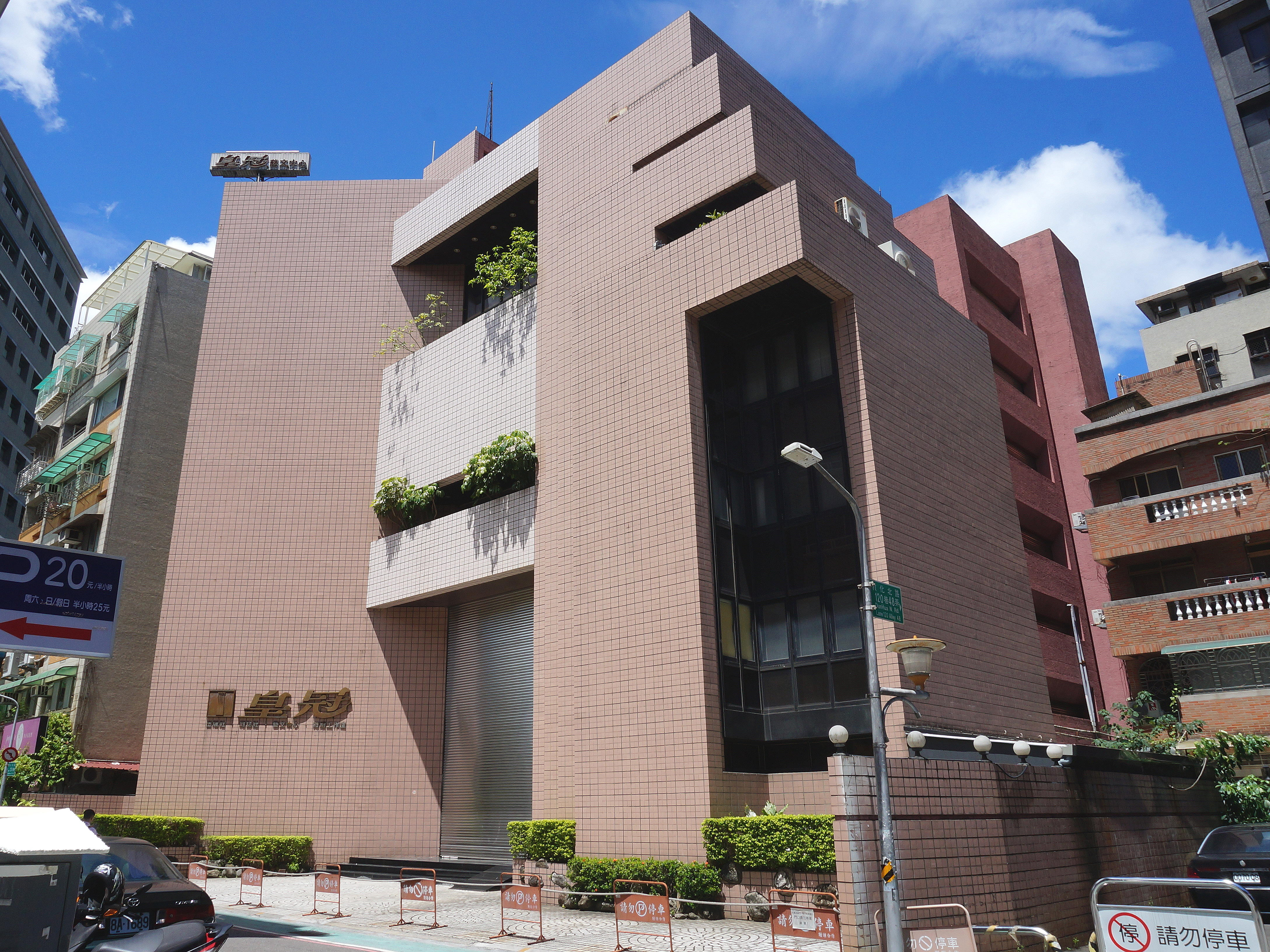
皇冠文化グループ

皇冠文化グループ（こうかんぶんか- ）は、台湾台北市の出版社を中心とした企業グループ。1954年創業。
1954年、文芸誌「皇冠」を創刊した皇冠文化出版を中心に、以下のグループ企業により構成される。
- 皇冠文化出版（文芸書） - 島田荘司推理小説賞を主催する。
- 平安文化（実用書）
- 平装本出版（漫画・ライトノベル）
- 平安有声出版品（オーディオブック）
- 皇冠雑誌（月刊）

上記の他、演劇・舞踊教室や劇場の運営も行っている。
1996年より、長編小説を対象にした公募文学賞皇冠大衆小説賞を実施している。